# Ритуал Эмулейшн
Ритуал Эмулейшн, Английский ритуал или Ритуал союза (фр. Rite émulation) — основной масонский ритуал Объединённой великой ложи Англии. Этот ритуал появился в 1813 году и стал объединительным ритуалом для лож «Древних» и «Современных».

## История ритуала
История ритуала уходит своими корнями в английское масонство. Этот ритуал был символом примирения «Древних» и «Современных», и знаменовал собой переход от оперативного к спекулятивному масонству.
Самые древние ритуалы каменщиков не дошли до нас. Действительно, для оперативных масонов запись или зарисовка технических секретов искусства построения здания или знаков различия между рабочими считалась нарушением профессиональной тайны. Передача знания производилась исключительно в устной форме. Когда масонство стало спекулятивным, в его ритуале инициации сохранился и даже усугубился принцип символической передачи секретов, который, однако, уже не был исключительно устным.
В 1717 году первая великая ложа (Великая ложа Лондона и Вестминстера) начала проводить собрания, на которых разбиралась сущность обрядов, практиковавшихся ранее. «Древние» и «Современные» объединились после подписания «Договора союза» в 1813 году, создав Объединённую великую ложу Англии.
В 1823 году одним из плодов этого союза стало создание ложи наставлений, предназначенной исключительно для мастеров, под названием Emulation Lodge of Improvement, которая дала название ритуалу, созданному в оригинальной английской версии в том же году. Миссией этой ложи была практика ритуала в самой строгой его версии и обучение мастеров с тем, чтобы они могли обучать других братьев.

## Особенности ритуала
Ритуал Эмулейшн — это устный масонский ритуал, особенности которого связаны с его универсальными характеристиками, исключающими любые их обсуждения и сторонние толкования, привнесенные некоторыми братьями. Также, все церемонии заучиваются наизусть.
Необходимость устной традиции и заучивание ритуалов наизусть в трёх степенях ритуала Эмулейшн (ученик, подмастерье, мастер) не является следствием обязательства сохранения древнего менталитета. Для современного масона это способ совершенствования своего посвящения. Это оправдано по психологическим, моральным, человеческим и духовным причинам. Чем больше масон усваивает ритуал, тем больше он открывает в нём для себя, а чем больше он открывает в нём, тем более посвящённым он становится. Заучивание ритуалов трёх степеней наизусть обязывает масона читать ритуал между строк. Он регулярно покидает светский мир, чтобы проникнуться духом своего ритуала, быть поглощенным им. Каждый офицер ложи действует подобным образом. Церемония этого ритуала сродни службе, в которой, благодаря заучиванию, каждый брат вкладывает в него любую форму самовыражения, чтобы сохранить свой ритуал чистым. Этот ритуал управляется и регулируется ложей.
Комитет ложи перед открытием работ отставляет в сторону все профанские или светские проблемы. Он сохраняет в ложе атмосферу сродни религиозной. Назначение офицеров ложи и выборы досточтимого мастера производятся заранее. В этом ритуале новопосвящённому масону может быть объявлено, что он станет досточтимым мастером, и примерно через год он может занять эту должность.
Основная идея ритуала — гармония ложи. Этим объясняется запрет на чтение ритуала по бумаге и обращение на «ты» в пределах ложи. Устный характер ритуала производит на посвящаемого особое впечатление, как будто произносимые слова относятся лично к нему.

## Ритуал в наше время
Этот ритуал практикуется в Объединенной великой ложе Англии и во многих ложах в Северной Америке. Появившийся во Франции вместе с войсками союзников во время Первой мировой войны, в настоящее время он практикуется в Великой национальной ложе Франции, Великой ложе России, Великой ложе Квебека.
По всей видимости, в Квебеке этот ритуал практикуется на французском языке с 1870 года, в ложе «Соединенных сердец» № 45. Во Францию он попал в своей английской версии в период 1914—1918 годов вместе с британскими масонскими военными ложами. В 1925 году Джордж Драббл перевёл ритуал на французский язык, что позволило ему создать ложи «Доверие» № 25 и «Настойчивость» № 27 под эгидой ВНЛФ, которые всегда работали по этому ритуалу.

## Степени
- Ученик
- Подмастерье
- Мастер

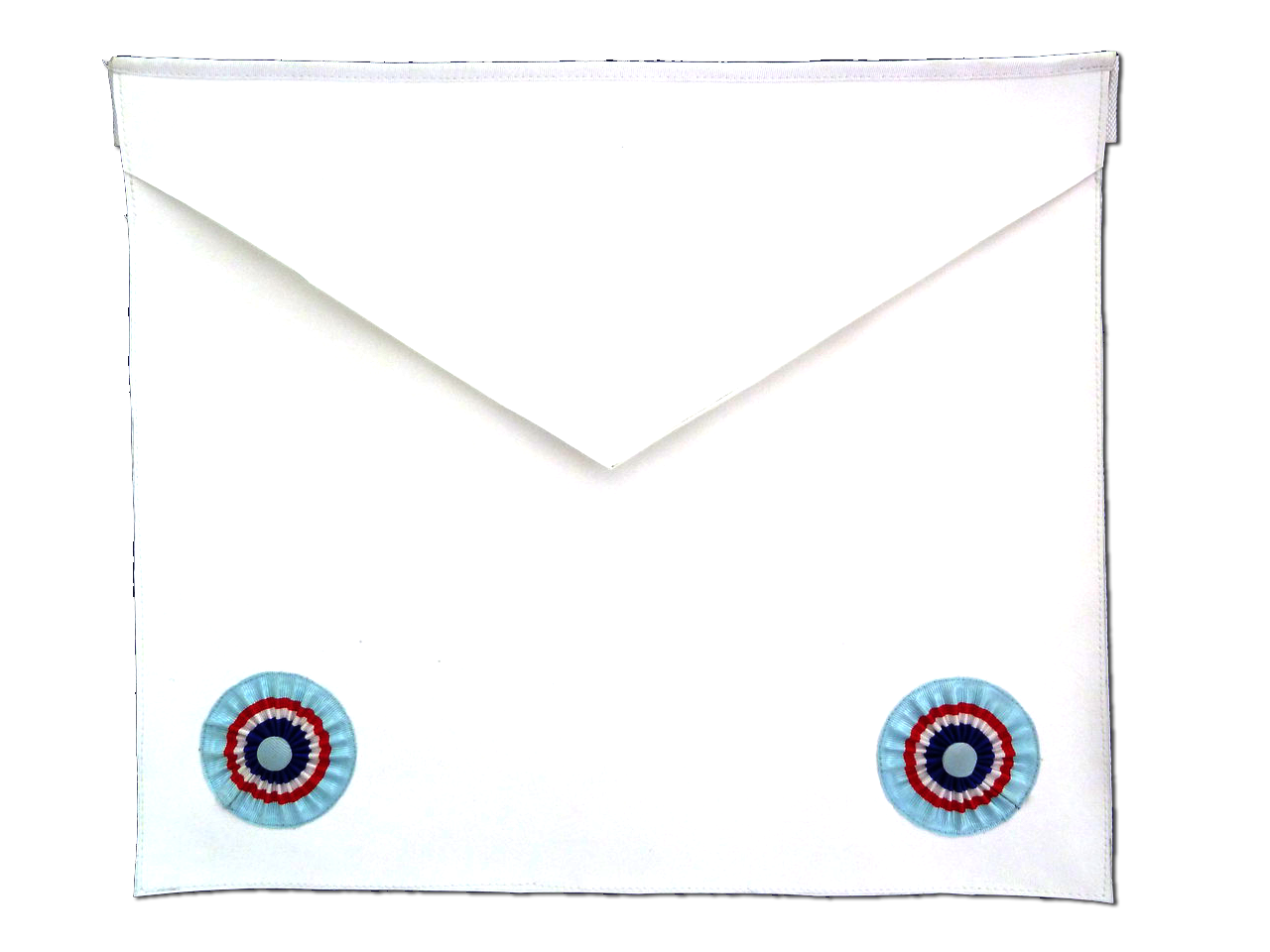
Запон подмастерья в ритуале Эмулейшн, ВНЛФ

При этом в ритуале Эмулейшн нет «дополнительных градусов». Именно поэтому многие масоны, работающие в этом ритуале, вступают в ложи Великой ложи мастеров масонов метки, а затем в капитулы Королевской арки, которые являются прекрасным и гармоничным дополнением к ритуалу.